# Steatomys pratensis
Steatomys pratensis és una espècie de mamífer rosegador de la família dels nesòmids. Viu a Angola, Botswana, el Camerun, la República Centreafricana, la República Democràtica del Congo, Malawi, Moçambic, Namíbia, Sud-àfrica, el Sudan del Sud, Eswatini, Tanzània, Zàmbia i Zimbàbue. Els seus hàbitats naturals són les sabanes i els herbassars oberts. És una espècie en risc mínim, és a dir, no sembla que hi hagi cap amenaça significativa per a la seva supervivència. El seu nom específic, pratensis, significa ‘dels prats’ en llatí.